# Don King (Box-Promoter)

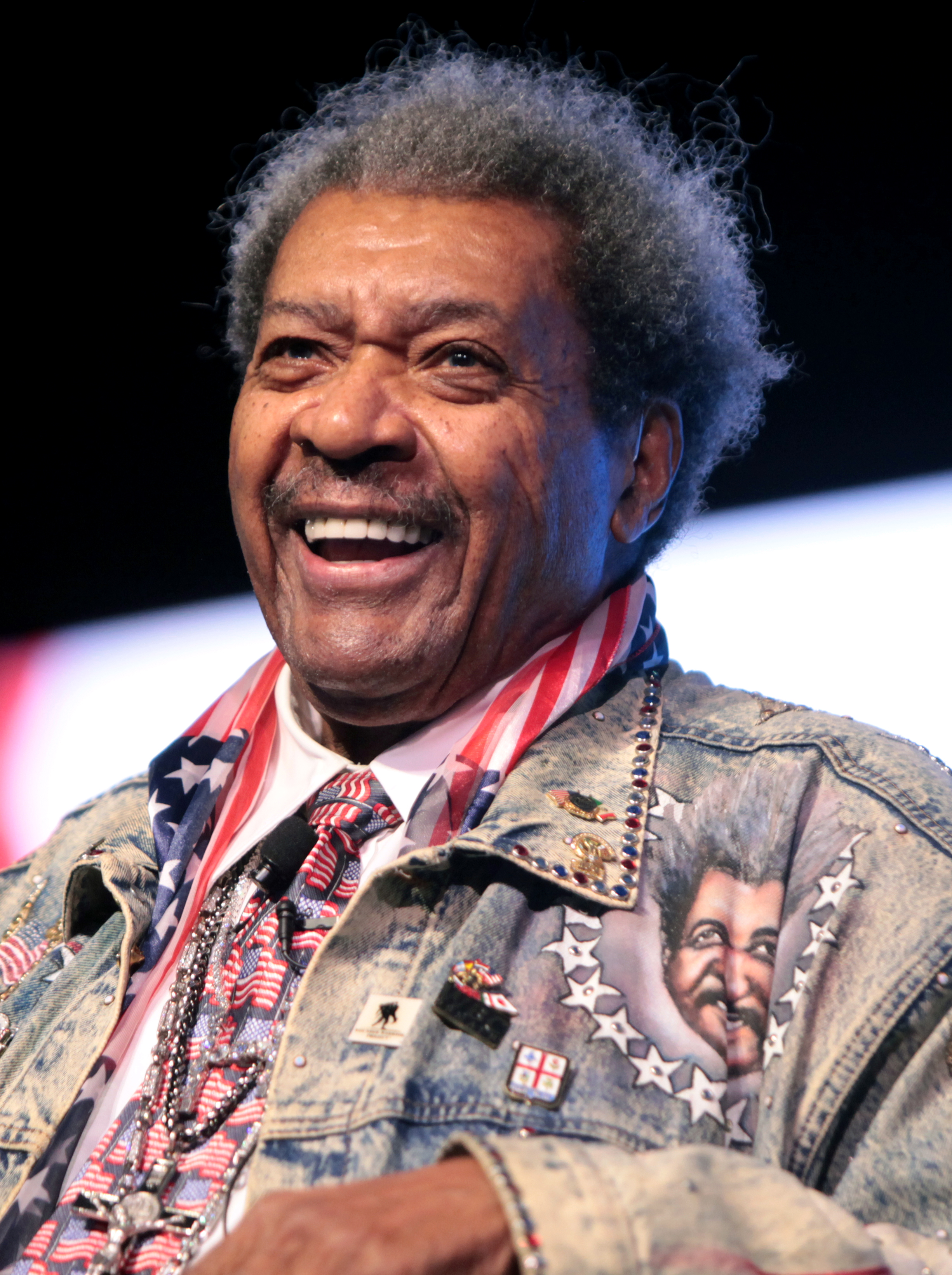
Don King (2016)

Donald „Don“ King (* offiziell 20. August 1931 in Cleveland, Ohio) ist ein US-amerikanischer Boxpromoter.

## Leben
King ist das fünfte von sechs Kindern des Stahlarbeiters Clarence und seiner Frau Hattie King. Als er zehn Jahre alt war, starb sein Vater bei einer Explosion. Seine Mutter schlug sich mit dem Verkauf selbstgebackener Pasteten und gerösteter Erdnüsse durch. King und seine Brüder legten den Erdnüssen als Gimmick Nummernlose bei.
Er ging nach eigenen Angaben ein Jahr zur Kent State University, verließ diese und wurde dann hauptberuflich für illegale Glücksspielbetreiber (vor allem Numbers Lotterie) tätig.

### Tötungsdelikte
1954 tötete King einen Mann, der eines seiner Wettbüros ausrauben wollte. Vor Gericht wurde er wegen Notwehr freigesprochen.
1967 tötete King einen Mitarbeiter seines Glücksspielgeschäfts, der ihm 600 $ schuldete. Er hatte diesen mit einem Pistolenknauf zu Tode geprügelt. Dazu sein Biograf Jack Newfield: „King schlug Garrett mit der Faust oder, was wahrscheinlicher ist, mit dem Kolben seiner Waffe zu Boden. Sobald Garrett auf dem Boden lag, begann King, ihn hemmungslos an den Kopf zu treten.“ Noch als ein Polizist sich einmischte, soll King laut Newfield seinem Opfer einen letzten Fußtritt verpasst haben. Nach fünf Tagen im Koma starb Garrett.
Man verurteilte King zunächst wegen Mordes im Affekt zu lebenslanger Haft; später wurde die Verurteilung auf Totschlag abgemildert und die Strafe auf 15 Jahre festgelegt. Davon verbüßte Don King nur drei Jahre und elf Monate in der Marion Correctional Institution in Illinois, bevor er 1971 auf Bewährung freigelassen wurde. Diese sehr frühzeitige Haftentlassung war das Ergebnis eines privaten Treffens zwischen Kings Anwalt und dem in der Sache entscheidenden Richter. Die Staatsanwaltschaft war nicht vertreten. 1983 wurde King nachträglich vom Gouverneur Ohios Jim Rhodes begnadigt, nachdem sich Jesse Jackson, Coretta Scott King, George Voinovich, Art Modell und Gabe Paul für ihn eingesetzt hatten.

### Karriere als Box-Promoter

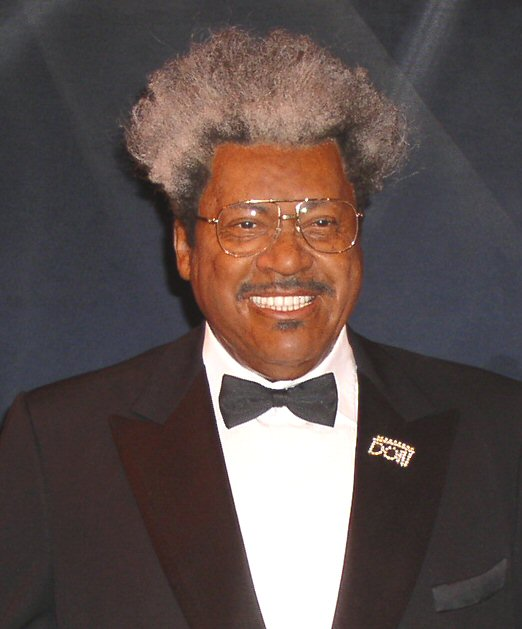
Don King (2007)

Als ein Krankenhaus in Cleveland in finanzieller Not war, überredete er Muhammad Ali, einen Showkampf zu boxen, um Spenden zu erzielen. Als die stattliche Summe von 80.000 Dollar zusammenkam, war King vom Boxfieber gepackt. Sein erster unter Vertrag stehender Boxer war Earnie Shavers, den er als „Puncher“ vermarktete. Später, vor Shavers’ Titelkampf mit Ali, verkaufte er den Kontrakt an die Mafiafamilie Gambino weiter.
Er erlangte 1974 Berühmtheit, als er den Kampf Rumble in the Jungle zwischen Muhammad Ali und George Foreman in Kinshasa (Zaire, heute: Demokratische Republik Kongo) veranstaltete. Er ließ sich dafür von Diktator Mobutu Sese Seko eine gigantische Summe garantieren, mit der er die beiden Kämpfer köderte. Seine Stellung festigte er im darauffolgenden Jahr, als er einen Kampf Alis gegen Joe Frazier im Thrilla in Manila auf den Philippinen unterstützte. Dieser Kampf wurde vom ab 1972 autoritär regierenden Staatspräsidenten Ferdinand Marcos finanziert. Die meisten Ali-Kämpfe wurden aber von Kings Rivalen Bob Arum promotet; Ali hatte keinen Dauervertrag mit King. Nur seinen letzten Titelkampf gegen Larry Holmes promotete er noch. 1981 sorgte er für einen Meilenstein, als er für den ersten Kampf zwischen Sugar Ray Leonard und Roberto Durán erstmals 10 Millionen Dollar als Garantie auslobte.
Er vertrat unter anderem die Boxer Evander Holyfield, Félix Trinidad, Mike Tyson, Larry Holmes, Wilfred Benitez, Wilfredo Gómez, Julio César Chávez, Oliver McCall, Hasim Rahman, Chris Byrd, Salvador Sánchez, John Ruiz, Hector Camacho, Aaron Pryor, Alexis Argüello, Ricardo Mayorga, Andrzej Gołota, James Toney, Gerald McClellan und Lamon Brewster.
In New Jersey (mit Atlantic City) hat er in diesem Jahrzehnt keine Lizenz, da er sich weigerte, über seine Geschäfte mit der in diesem Staat ansässigen IBF auszusagen. IBF-Gründer Bob Lee war zu einer Haftstrafe verurteilt worden, in dem Prozess hatte der für die IBF-Ratings zuständige Doug Beavers ausgesagt, von King bestochen worden zu sein. Im Juni 1999 hatte das FBI diesbezüglich erfolglos seine Geschäftsräume in Florida durchsucht.
1995 scheiterte Lloyd’s of London mit einer Klage wegen Versicherungsbetrugs. Dabei ging es um 350.000 Dollar in Bezug auf einen geplatzten Kampf von Chavez gegen Harold Brazier. Zivilrechtlich hat King durchaus Prozesse verloren oder Vergleichen zugestimmt, z. B. wurde er von Ali wegen 1,1 Millionen Dollar verklagt, King zahlte als Vergleich 50.000 Dollar. Tim Witherspoon erhielt als Vergleichssumme in den Achtzigern eine Million Dollar. 1997 wurde King in die International Boxing Hall of Fame aufgenommen. Im Oktober 2006 erwarb er eine Minderheitsbeteiligung an Duva Boxing.
2008 bot er den ukrainischen Brüdern Vitali und Wladimir Klitschko 20 Millionen Euro für einen Kampf gegeneinander, was jedoch bei beiden auf entschiedene Ablehnung stieß.
Am 31. März 2009 veröffentlichte der Spieleentwickler 2K Games ein Videospiel für die Plattformen Nintendo Wii und Nintendo DS unter dem Titel Don King Boxing.
Am 12. August 2021 wurde durch dessen Management bekannt, dass der ehemalige deutsche Box-Weltmeister Mahmoud Charr Kings Promotionfirma Don King Productions, Epic Sports und fünf weitere, nicht genannte Parteien auf 4.575.000 US-Dollar (rund 3,9 Millionen Euro) verklagt. Die Klage wurde beim US-Bezirksgericht in Florida eingereicht. Der Vorwurf lautet auf „jahrelanges Verhindern von Kämpfen“ durch Nichteinhalten von Absprachen und Verträgen.

### Persönliches

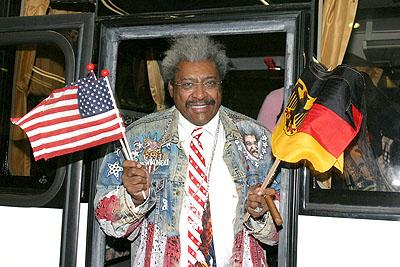
Don King 2005 beim Besuch eines US-amerikanischen Militärhospitals in Landstuhl bei Kaiserslautern

King ist bekannt für sein exzentrisches Verhalten und seinen ungewöhnlichen Stil. Sein Slogan lautet: „Only in America!“. Er tritt in der Öffentlichkeit mit der sogenannten Starkstromfrisur auf, trägt gerne auffällige Kleidung mit viel Schmuck und ist oft mit Zigarre zu sehen.
Im Jahre 2004 hat sich Don King für die Wiederwahl von US-Präsident George W. Bush engagiert. Obwohl er Anhänger der Demokraten ist, nahm er am Parteitag der Republikanischen Partei 2004 teil und gab mehrere Interviews.
King begegnete 2007 bei der Generalaudienz Papst Benedikt XVI. und überreichte ihm Gebetsanliegen in einem handgeschriebenen Brief sowie einen Boxgürtel. Am 21. September 2016 unterstützte King den republikanischen Präsidentschaftskandidaten Donald Trump. Er hat auch Charity-Dinner für Hillary Clinton organisiert und sprach sich außerdem für Barack Obama aus.

## Cameo-Auftritte
In der Fernsehserie Miami Vice hat er in der Folge „Am Boden“ (Original: „Down for the count“) einen Gastauftritt und spielt den Box-Promoter Don Cash. Auch in der Serie Knight Rider spielte er in der Folge „Die Boxmeisterschaft“ einen Box-Promoter. Im Thriller Im Auftrag des Teufels hat er einen Cameo-Auftritt als er selbst. Ebenso in der Serie Das Model und der Schnüffler in der Folge „Sinfonie für vier Handschuhe“ trat er als er selbst auf.